# Michal Sadílek
Michal Sadílek (* 31. května 1999 Uherské Hradiště) je český profesionální fotbalista, který hraje na pozici středního záložníka za český klub SK Slavia Praha a za český národní tým.
Jeho bratr Lukáš Sadílek je rovněž profesionálním fotbalistou. Oba jsou vnuky Antonína Juráska, který byl prvoligovým brankářem Gottwaldova a Frýdku-Místku.

## Klubová kariéra
Fotbalové začátky má spjaté s týmem FK Ostrožská Nová Ves a poté 1. FC Slovácko. Sadílek byl čtyřikrát po sobě vyhlášen nejlepším dorostencem roku. V letech 2014 a 2015 triumfoval mezi mladšími dorostenci, potom dvakrát po sobě i mezi staršími.

### PSV Eindhoven
Během léta v roce 2015 zaujal skauty PSV Eindhoven, kam ve svých 16 letech zamířil na roční hostování. Na jaře 2016 PSV uplatnilo opci a se Sadílkem podepsalo tříletou smlouvu.
V ročníku 2016/17 nastupoval za tým fotbalistů do 19 let, se kterým si zahrál Juniorskou ligu. PSV neuspělo v osmifinále proti Benfice, přičemž Sadílek odehrál celé utkání včetně prodloužení. V penaltovém rozstřelu vyrovnal na 3:3, ale PSV nakonec vypadlo.
Během ročníku 2017/18 mu byla trenérem „devatenáctky“ Markem van Bommelem svěřena role kapitána. V říjnu 2017 podepsal novou smlouvu prodlužující spolupráci do roku 2020. S mládeží PSV dokázal v sezoně vyhrát nizozemský superpohár a také nizozemskou mládežnickou ligu. Pro PSV to byl vůbec první titul v této soutěži.
Za A-mužstvo debutoval 26. září 2018 v utkání nizozemského poháru proti Excelsioru Maassluis ze třetí ligy. Sadílek odehrál celých 90 minut a k tomu si připsal asistenci na druhém gólu. PSV vyhrálo 4:0. 7. prosince prosince si odbyl také svůj debut v nizozemské Eredivisii, když nastoupil na závěrečných 12 minut utkání proti Excelsioru. O čtyři dny později poprvé nastoupil také v Lize mistrů, na stadionu San Siro proti Interu Milán si zahrál od 65. minuty. Druhé ligové utkání odehrál 22. prosince doma proti AZ Alkmaar, kdy ještě v první půli vystřídal Gastóna Pereira. Krátce po startu druhého poločasu vstřelil vítěznou branku při výhře 3:1. V jarní části sezony 2018/19 začal Sadílek pravidelně nastupovat, 2. března si odbyl svůj debut v základní sestavě v utkání proti SBV Excelsior. V sezoně nastoupil dohromady do 13 utkání v dresu PSV a odměnou mu byla první nominace do seniorské reprezentace.
Sadílek v létě 2019 podepsal s PSV novou smlouvu do roku 2022. Během podzimní část sezony 2019/20 se Sadílek stal stabilním členem základní sestavy PSV, pomohl k postupu do Evropské ligy a dohromady nastoupil do 24 utkání, v nichž vstřelil 1 branku. V prosinci 2020 si přivodil zranění břišního svalu a sezona pro něj předčasně skončila.
Na hřiště se Sadílek vrátil až na začátku následující sezony, kdy odehrál tři utkání na přelomu září a října 2020.

#### Slovan Liberec (hostování)
V říjnu 2020 odešel Sadílek na roční hostování bez opce do českého prvoligového klubu Slovan Liberec. Svůj debut si odbyl 22. října, kdy nastoupil do závěru utkání základní skupiny Evropské ligy proti KAA Gent. V české nejvyšší soutěži debutoval 20. listopadu, kdy odehrál celé utkání proti Jablonci. 26. února 2021 vstřelil své první góly v české lize, dvakrát se totiž prosadil při výhře 4:1 nad Pardubicemi. O týden později skóroval také při výhře 2:0 nad Příbramí. V průběhu sezony 2020/21 nastoupil Sadílek do 31 soutěžních zápasů v dresu Liberce, v nichž vstřelil 6 branek a přidal 3 asistence.
V létě 2021 byl nominován na závěrečný turnaj EURO 2020.

### Twente
V srpnu 2021 zamířil Sadílek na roční hostování s opcí do jiného nizozemského klubu, a to do FC Twente. Svůj debut v novém dresu si odbyl 14. srpna v ligovém utkání proti Fortuně Sittard. V průběhu celé sezony patřil Sadílek ke klíčovým hráčům týmu, který dovedl až ke konečné čtvrté příčce v lize. Dohromady nastoupil do 32 soutěžních utkání a vstřelil 1 branku. Na konci sezony přestoupil do Twente natrvalo a podepsal smlouvu do roku 2024 s opcí na další sezonu.
Sadílek v létě 2022 dovedl Twente až do čtvrtého předkola Konferenční ligy, kde však nizozemský celek nestačil na Fiorentinu. Kvůli zranění třísel a problémům se stehenním svalem vynechal Sadílek část sezony 2022/23, i přesto vedl Twente v několika zápasech jako kapitán. Dohromady v sezoně nastoupil do 21 utkání, vstřelil 2 branky a pomohl klubu k dalšímu postupu do pohárové Evropy.
S Twente došel Sadílek v létě 2023 opět až do čtvrtého předkola Konferenční ligy, kde tentokrát nestačili na turecké Fenerbahçe. V průběhu celé sezony patřil Sadílek ke klíčovým hráčům Twente a několikrát byl spojován s přestupem do většího klubu. V březnu 2024 ale Sadílek podepsal s Twente novou smlouvu. Dohromady nastoupil v ročníku 2023/24 do 38 soutěžních utkání, pomohl klubu ke konečné třetí příčce a vstřelil 1 branku.
V červnu 2024 přišel Michal Sadílek o EURO kvůli tržnému zranění bérce, které si způsobil pádem z tříkolky během přípravného kempu reprezentace. Do plného tréninku se vrátil až po čtyřech měsících. Do sestavy Twente se Sadílek vrátil až 7. listopadu 2024, když nastoupil do závěru utkání základní skupiny Evropské ligy proti OGC Nice. 6. prosince vedl Sadílek Twente jako kapitán v ligovém utkání proti PSV Eindhoven, v zápase proti svému bývalému zaměstnavateli ale musel skousnout porážku 1:6. V prosinci 2024 byl Sadílek spojován s přestupem do pražské Sparty, reprezentační záložník se ale rozhodl prodloužit svou smlouvu s Twente do roku 2026. Ve zbytku sezony patřil Sadílek opět ke stabilním členům základní sestavy, několikrát vedl tým jako kapitán. Dohromady nastoupil do 31 soutěžních utkání a vstřelil 3 branky. Na konci sezony se rozhodl, že klub po čtyřech letech opustí. V dresu Twente odehrál 122 zápasů, dal 7 gólů a přidal 14 asistencí.

### Slavia Praha
Dne 2. června 2025 přestoupil Sadílek do pražské Slavie za částku okolo 3,5 milionu eur. V Edenu podepsal kontrakt do června roku 2028.

## Reprezentační kariéra

### Mládežnické reprezentace
Sadílek odehrál mezi lety 2014 a 2021 dohromady 87 utkání v dresu českých mládežnických reprezentací, v nichž vstřelil 14 branek.
Ve 14 letech se poprvé ukázal v mládežnické reprezentaci hráčů do 16 let. Sadílek se v roce 2015 zúčastnil se Mistrovství Evropy hráčů do 17 let v Bulharsku, nastoupil do dvou utkání základní skupiny.
V létě 2017 si zahrál na Mistrovství Evropy hráčů do 19 let v Gruzii. Ve třetím utkání proti domácí Gruzii dvěma asistencemi přispěl k výhře 2:0, nejprve asistoval na branku kapitána Šašinky a následně se po jeho rohovém kopu prosadil také Libor Holík. Dorostenci tak postoupili do prvního semifinále „devatenáctek“ od roku 2011. Proti Anglii ale prohráli 0:1, která nakonec na turnaji zvítězila.
V květnu 2019 jej trenér Jaroslav Šilhavý poprvé nominoval do seniorské reprezentace. Do kvalifikačních zápasů na Euro 2020 proti Bulharsku a Černé Hoře ale Sadílek nenastoupil.
V březnu 2021 si zahrál na závěrečném turnaji mistrovství Evropy ve fotbale hráčů do 21 let. Jako stabilní hráč základní sestavy odehrál Sadílek všechny tři zápasy základní skupiny.

### Seniorská reprezentace
V květnu 2021 byl oznámen jako jedna ze čtyř možností na dodatečnou nominaci na nadcházející EURO, kdyby Ondřej Kúdela neuspěl s odvoláním proti desetizápasovému trestu od UEFA za údajnou rasistickou urážku. Sadílek nakonec dostal přednost před Lukášem Kalvachem, Patriziem Stronatim i Davidem Pavelkou a zaplnil poslední volné místo v nominaci. Svůj reprezentační debut si Sadílek odbyl 4. června 2021 v přípravném utkání proti Itálii přu prohře 0:4. Na závěrečném turnaji nastoupil jen do jednoho utkání, a to když v závěru osmifinále proti Nizozemsku vystřídal Antonína Baráka.
Na podzim roku 2021 se Sadílek stal stabilním členem základní sestavy českého národního týmu, pravidelně nastupoval po boku Tomáše Součka ve středu zálohy.
V březnu 2022 nastoupil v základní sestavě semifinále baráže o mistrovství světa proti Švédsku. Odehrál 90 minut, před začátkem prodloužení byl vystřídán Janem Sýkorou a jen z lavičky sledoval prohru českého týmu 0:1 po prodloužení.
V červnu 2023 se Sadílek sešel v reprezentační nominaci se svým bratrem Lukášem. 20. června vstřelil Michal Sadílek svůj první reprezentační gól, a to při výhře 4:1 nad Černou Horou, když se prosadil z přímého kopu.
V létě 2024 přišel Sadílek o účast na mistrovství Evropy 2024 kvůli kurióznímu zranění během přípravného kempu české reprezentace. Během individuálního volna ve Schladmingu upadl při jízdě na tříkolce a způsobil si tržnou ránu na bérci, která si vyžádala lékařský zákrok. Zprvu bylo zranění prezentováno jako pád z kola, později ale vedení týmu uvedlo přesnější verzi. Sadílek označil nehodu za svou chybu a přiznal, že jej psychicky velmi zasáhla.
Do české reprezentace se Sadílek vrátil v březnu 2025, kdy byl nominován na kvalifikační zápasy proti Faerským ostrovům a Gibraltaru.

## Úspěchy

### Klubové

#### PSV Eindhoven U19
- Nizozemská liga U19: 2017/18

### Individuální
- nejlepší český mladší dorostenec (2014, 2015)[77]
- nejlepší český starší dorostenec (2016, 2017)[10]